# Кяяпа (Виру)
Кяяпа (ест. Kääpa, виро Kääpä) — село в Естонії, входить до складу волості Виру, повіту Вирумаа. До 2017 року входило до складу волості Ласва.